# Fatah
Al-Fatah o Fatah, ma più correttamente, al-Fatḥ (in arabo ألفتح‎?, traducibile come "l'Apertura", "la Conquista" o "la Vittoria"), visto che al-fatā (in arabo الفتاة‎?) significa "il/la giovane", è un'organizzazione politica e paramilitare palestinese, facente parte dell'Organizzazione per la Liberazione della Palestina (OLP). 
Yasser Arafat ne è stato il leader, mentre Fārūq al-Qaddūmī, alias Abū Luṭf, nome di battaglia che significa "Quello della Gentilezza", è stato il cervello di al-Fatḥ, fino a quando nel 1993 andò in esilio. 

Nel 1961 un gruppo di intellettuali si mise al lavoro per creare al-Fatḥ. Fārūq al-Qaddūmī affermò: 
(tratto da Oriana Fallaci, Intervista con il potere.)
Il nome deriva da FTḤ, acronimo inverso dell'espressione araba Ḥarakat al-Taḥrīr al-Filasṭīnī (Movimento di Liberazione Palestinese, quindi parole molto simili a quelle che compongono l'acronimo OLP).
L'acronimo "ḤATF" avrebbe avuto lo stesso suono di un sostantivo che significa "morte", e perciò ʿArafāt preferì invertire l'acronimo che, come "F[A]TḤ, può anche significare "conquista" o "vittoria in battaglia".
Sull'emblema compare anche la parola araba al-ʿāṣifa (la tempesta), nome della prima struttura armata di Fatḥ, mentre sotto il simbolo è scritto in lingua araba al-thawra ḥattā al-nāṣir (rivoluzione fino alla vittoria).

## Storia
Costituito nel 1959 in Kuwait attraverso una serie di riunioni, a opera di Ṣalāḥ Khalaf e di Yāser ʿArafāt (della nota famiglia palestinese degli al-Ḥusaynī), insieme ad altri venti attivisti palestinesi. Ha rappresentato per decenni - come vero e proprio partito combattente - la spina dorsale della lotta armata palestinese allo Stato d'Israele.
Tra i suoi primi esponenti di spicco figurava Muhammad Abu Yusuf al-Najjar, poi caduto vittima di un "omicidio mirato" del Mossad, i servizi segreti israeliani.
Fatah divenne la forza dominante nella politica palestinese dopo la guerra dei sei giorni nel 1967.
Fatah è entrato a far parte dell'Organizzazione per la Liberazione della Palestina (OLP) nel 1967 e gli sono stati assegnati 33 dei 105 seggi nel comitato esecutivo dell'OLP. Due anni dopo Yasser Arafat di Fatah divenne presidente dell'OLP.
Dopo la guerra del Kippur, la 12ª sessione del Consiglio nazionale palestinese (1974), dominata da Fatah, pubblicò un documento politico, il cosiddetto «Programma dei dieci punti» o «Programma delle fasi», che invocava «la costituzione di una autorità nazionale su ogni parte del territorio palestinese liberato», sottintendendo che la liberazione della Palestina sarebbe potuta essere parziale, perlomeno temporaneamente. Il documento rappresentò «una svolta di tipo pragmatico che avrebbe portato alla sostituzione della lotta armata con la trattativa» e al sostegno della soluzione dei due Stati, che divenne esplicito nel 1988, durante la Prima Intifada. Un altro effetto di questa svolta pragmatica fu la decisione di astenersi dall'emettere giudizi sulla politica adottata dagli Stati arabi, a differenza delle altre fazioni più radicali in seno all'OLP (FPLP e FDLP).
Dopo gli accordi di Oslo del 1994 tra OLP e Israele è divenuta il movimento di controllo della neocostituita Autorità Nazionale Palestinese per autogovernare parte della Cisgiordania e la striscia di Gaza e Arafat ne fu il primo presidente. Nelle prime elezioni politiche del 1996 Fatah ottenne la maggioranza nel Consiglio legislativo palestinese con 51 seggi su 88.
Pur non avendo mai raccolto l'unanimità dei consensi palestinesi, dopo il riconoscimento del diritto ad esistere dello Stato di Israele, a partire dalla fine degli anni novanta, la sua popolarità è stata insidiata in termini numerici e di consenso dall'organizzazione radicale islamica chiamata Ḥamās che invece vi è fermamente contraria, e anche a fronte delle sempre più ricorrenti accuse di corruzione di cui sono stati negli ultimi anni oggetto i vertici dell'Autorità Nazionale Palestinese e, conseguentemente, della stessa al-Fatḥ. 
Dopo la morte di Arafat nel 2004, il 25 Novembre di quell'anno Abū Māzen (Abbas) fu scelto dal Consiglio rivoluzionario di al-Fatah come candidato alle elezioni presidenziali, che vinse nel gennaio 2005.
Nel 2006 però Ḥamās ottenne un numero maggiore di voti nel corso delle elezioni legislative palestinesi (44% contro il 41% di Fatah) e, nel mese di marzo, l'incarico di formare il nuovo governo dell'Autorità Nazionale Palestinese è stato per l'appunto affidato dal presidente Abū Māzen al leader di Ḥamās.
Ciò nonostante, al-Fatḥ seguita a coagulare intorno a sé numerosi giovani palestinesi cresciuti nei campi-profughi, oltre a quelli provenienti dalle aree di volontario "esilio" giordano, continuando a godere dei finanziamenti dei Palestinesi emigrati nell'area del Golfo Persico (in particolare in Kuwait) e della solidarietà politica e dell'appoggio finanziario di quasi tutto il mondo arabo-islamico che ha favorito, dopo l'entrata in scena di al-Fatḥ, la creazione di un seggio palestinese nell'ambito della Lega degli Stati Arabi.
In seguito alla vittoria elettorale di Hamas del 2006 la Comunità europea ed altre istituzioni occidentali ed arabe hanno bloccato i finanziamenti al governo palestinese. Ciò ha contribuito a fare esplodere un grave scontro politico, e a Gaza anche armato, tra Hamas e al-Fatḥ. Tali difficoltà connesse alla gestione solitaria del potere da parte di Ḥamās nell'ambito dell'Autorità Nazionale Palestinese hanno portato a settembre del 2006 a trattative per il rientro di al-Fatḥ nel governo palestinese, assieme a Ḥamās. Il fine sarebbe quello di permettere di nuovo l'afflusso dei contributi finanziari concessi a suo tempo dalla Comunità europea (e, forse, della stessa Israele, che potrebbe tornare a versare all'ANP le imposte da essa esatte per conto dell'Autorità stessa) e la ripresa di trattative, ostacolate tuttavia dalla seconda guerra israelo-libanese e dal formale persistere del rifiuto di Ḥamās di riconoscere lo Stato d'Israele.
Dopo la battaglia di Gaza tra Fatah e Hamas conclusa con l'eliminazione degli esponenti di Fatah dalla Striscia, il 18 giugno 2007, il Presidente palestinese Mahmūd Abbās (Mazen) emise un decreto che metteva fuorilegge dallo Stato di Palestina le milizie di Hamas.
Nel 2009, durante l'offensiva israeliana nella striscia di Gaza, il braccio armato del movimento si è schierato al fianco di Ḥamās per gestire le operazioni militari interne.

## Ideologia
Al-Fatḥ ha sempre avuto un'impostazione laica e politicamente di sinistra e ha guidato il popolo palestinese per cinquanta anni quasi senza interruzioni. È un partito membro dell'Internazionale Socialista e dell'Alleanza Progressista e aderisce al Partito del Socialismo Europeo in qualità di osservatore.